# Сватовство к Этайн
Сватовство к Этайн (ирл. Tochmarc Étaíne) — ирландская легенда из Мифологического цикла. Лучше всего текст сохранился в Жёлтой книге Лекана и Книге бурой коровы. В легенде рассказывается об Этайн, смертной из Улада, и её связи с Аэнгусом и Мидиром из Племён богини Дану. Зачастую упоминается как возможный источник для поэмы «Сэр Орфео».
Этайн Эхрайде была дочерью Айлиля, уладского короля. Когда Мидир захотел взять её в жёны, он отправил к Айлилю своего приёмного сына, Мак Ока. Айлиль дал тому три задания: расчистить двенадцать лугов, осушить землю, проложив для двенадцати рек русла, и в качестве выкупа дать столько золота и серебра, сколько весила сама Этайн. Отец Мак Ока Дагда помог выполнить эти задания за одну ночь.
Через год, когда Мидир привёл Этайн в своё королевство Бри Лейт, его первая жена Фуамнах ударила девушку прутом из красной рябины, превратив её в лужу воды на полу, а сама уехала к своему приёмному отцу, Бресалу. Мидир исчез из дома, не притронувшись к воде, которой была Этайн.
Вода превратилась в червяка, а тот — в красную муху, которая была размером не менее головы воина, и была крайне красива, с голосом и жужжанием лучше, чем песни волынок, рогов и арф, с глазами, сияющими, как драгоценности. Капли, слетавшие с её крыльев, могли исцелить любого человека. Муха стала спутницей Мидира.
Когда об этом узнала Фуамнах, она вызвала ветер, из-за которого Этайн в обличье мухи семь лет практически не могла присесть. Измученная, она прилетела к Мак Оку, который поселил её в клетке, которая везде была с ним. Фуамнах, узнав об этом, уговорила Мидира позвать Мак Ока к себе, после чего с помощью магии изгнала муху из клетки.
Во времена Конхобара Этайн, опустившись на конёк дома, в котором шло пиршество, упала в золотую чашу, из которой выпила жена героя Этара; так Этайн была зачата во второй раз и родилась вновь спустя 1012 лет после первого своего рождения.
Вновь Этайн вышла замуж за Эохайда Айрема, Короля Ирландии. Однажды её увидел Айлиль Ангуба, влюбившийся с первого взгляда и заболевший от мук ревности и этой любви. Эохайд уехал, оставив Этайн с Айлилем, чтобы было кому заботиться о похоронах; однако, Айлиль стал выздоравливать рядом с ней, признался ей, и она предложила для полного его исцеления тайно соединиться с ним. Трижды Этайн приходила в назначенный час в назначенное место, но на Айлиля нападал магический сон, и он — не приходил. Вместо него приходил Мидир, который рассказал Этайн, что наслал на Айлиля болезнь и сон, чтобы встретиться с ней вновь; он предложил ей бежать, но она отказалась бежать без согласия мужа.
Тогда Мидир появился перед Эохайдом и предложил ему сыграть в фидхелл. Он проиграл Эохайду дважды, после чего в качестве ставки Мидир назвал своё желание обнять и поцеловать Этайн. Спустя месяц Мидир явился в Тару, несмотря на то, что её ворота были заперты, а стены охранялись; Мидир сказал Эохайду, что Этайн была сама готова уйти с ним при согласии мужа. Эохайд отказался уступать Этайн, согласившись лишь, чтобы Мидир обнял Этайн здесь, при нём; тогда Мидир правой рукой схватил девушку и вылетел через отверстие в крыше дома. Выглянувшие люди увидели в небе двух лебедей, летевших к сиду Фемун.
Год и три месяца ирландцы копали все сиды острова, чтобы вернуть Этайн Эохайду, но всё, раскопанное днём, к утру возвращалось в прежнее состояние. Ирландцы с помощью магии стали разрушать Бри Лейт; Мидиру пришлось пообещать вернуть Этайн Эохайду. В назначенное время явились пятьдесят женщин, выглядевших все, как Этайн; Эохайд вспомнил, что Этайн владела высшим искусством подавать напитки, и решил испытать девушек. Когда предпоследняя из них подавала напитки, он сказал, что это — Этайн, хоть не совсем так, как ранее, она действовала; остальные девушки исчезли.
Через некоторое время Мидир рассказал Эохайду, что Этайн, когда он забирал её из Тары, была беременна, и родила дочь, и Эохайд выбрал дочь, а не истинную Этайн. От этого инцеста родился герой Конайре Мор.